# Пол Милгром
Пол Роберт Милгром (енгл. Paul Robert Milgrom; 20. април 1948) је амерички економиста. Добитник је Нобелове награде за економију 2020. године „за побољшања теорије аукција и проналаске нових формата аукција” заједно са Робертом Б. Вилсоном.